# Gary Croft
Pour les articles homonymes, voir Croft.
Gary Croft est un footballeur anglais, né le 17 février 1974 à Burton upon Trent, Angleterre. Évoluant au poste de arrière gauche, il est principalement connu pour ses saisons à Grimsby Town, Blackburn Rovers, Ipswich Town et Cardiff City ainsi que pour avoir été sélectionné en équipe d'Angleterre espoirs. Il est aussi célèbre pour avoir été le premier footballeur à jouer un match professionnel équipé d'un bracelet électronique.

## Biographie

### Carrière de joueur
Natif de Burton upon Trent, il est formé à Grimsby Town où il fait ses débuts professionnels en 1992. Il joue principalement arrière gauche mais est capable de dépanner à presque n'importe quel poste. Il fait partie d'une génération dorée des Mariners qui inclut Jack Lester, Danny Butterfield et John Oster. Ses performances et sa polyvalence attirent de nombreux clubs de Premier League et il s'engage finalement en 1996 pour Blackburn Rovers, alors champion en titre.
Recruté pour 1 600 000£ par Ray Harford (en), ce n'est que lorsque celui-ci est remplacé par Roy Hodgson qu'il s'imposera véritablement comme titulaire. Il jouera 52 matches de Premier League pour les Rovers, marquant un unique but en novembre 1997 pour une victoire 1-0 contre Chelsea.
Il s'engage alors pour Ipswich Town en 1999, marquant dès son premier match contre Manchester City. Il aide son équipe à obtenir la promotion en Premier League dès sa première saison. C'est alors qu'il jouait pour les Blues qu'il joua un match équipé d'un bracelet électronique, ce qui constituait une première dans le football professionnel. Des blessures vinrent gâcher la fin de son contrat à Ipswich Town et, après un prêt à Wigan Athletic, il est libéré de son contrat par le club.
À la suite de son départ d'Ipswich Town, il s'engage pour Cardiff City où il restera trois saisons malheureusement gâchées par des blessures récurrentes. En juillet 2005, il décide de retourner dans son club formateur, Grimsby Town, d'abord pour un essai de deux semaines, puis sur la base d'un contrat définitif. Alors qu'il luttait au début avec Tom Newey (en) pour une place d'arrière gauche, il se retrouve finalement à jouer bien plus souvent arrière droit pour pallier une blessure longue du véréran John McDermott (en).
Après deux saisons chez les Mariners, il joue sa dernière saison professionnelle à Lincoln City après un essai non concluant auprès de Burton Albion, le club de sa ville natale.
Malgré des contacts avec Hucknall Town (en) ainsi qu'avec des clubs de National Soccer League (en), il décide de raccrocher les crampons en 2008. Il décroche par la suite ses diplômes d'entraîneur et devient consultant sur une radio locale de Grimsby pour commenter les matches des Mariners.

### Carrière internationale
Il reçoit quatre sélections en équipe d'Angleterre espoirs en 1995 alors qu'il évolue à Grimsby Town. Son tout premier match, le 6 juin 1995, contre le Brésil, voit aussi débuter David Beckham.

## Palmarès
- Cardiff City :
  - Vainqueur des play-offs de promotion en Division 1 : 2002-03

- Grimsby Town :
  - Finaliste des play-offs de promotion en League One : 2005-06
  - Joueur de l'année par les supporteurs : 1995
  - Jeune joueur de l'année par les supporteurs : 1993, 1994 et 1995

- Ipswich Town :
  - Vainqueur des play-offs de promotion en Premier League : 1999-2000